# Néstor Kúkolnik
Nèstor Vassilièvitx Kúkolnik, rus: Нестор Васильевич Кукольник, (Sant Petersburg, 8 de setembre de 1809 - Taganrog, desembre de 1868) va ser un dramaturg i narrador rus d'origen càrpato-rutè. Immensament popular durant la primera part de la seua carrera, la seua obra va ser després menyspreada per moralitzant i sentimental. Avui dia és recordat sobretot per haver contribuït als llibrets de les dues òperes de Mikhaïl Glinka: Una vida pel tsar i Ruslan i Liudmila. Glinka també va musicar alguns dels seus poemes.

## Origen familiar
Nèstor Kukolnik va nàixer a Sant Petersburg el 8 de setembre de 1809. Son pare, Vassili Woiciec Kukolnik, era professor de l'Escola de Magisteri, pertanyia al grup ètnic dels rutens i procedia d'una vella família de la noblesa. Vassili es va graduar a la Universitat de Viena i va ser professor a Polònia. L'any 1804 va ser invitat a impartir classes a Rússia, en companyia dels professors Ivan Orlay (Orlay János) i Mikhaïl Balugjanskij. Entre els seus alumnes cal destacar el Gran Duc Constantí Pavlovitx de Rússia, i el Gran Duc Nicolau Pavlovitx de Rússia, futur tsar Nicolau I. El tsar Alexandre I de Rússia va donar a Vassili una propietat rural a l'óblast de Vílnius i va ser el padrí de baptisme de Nèstor.

## Primers anys i estudis
Nèstor va estudiar a l'Institut Superior de Ciències de Nizhin (avui dia a Ucraïna), que havia estat fundat per son pare. Nikolai Gògol va estudiar a la mateixa institució i ambdós van participar en les activitats del teatre de l'Institut. L'activitat literària de Kukolnik va començar a l'institut, on va escriure els seus primers versos i obres de teatre. Després de graduar-se a l'Institut de Nizhin l'any 1829, va continuar els seus estudis a l'Institut de Vílnius (avui dia Lituània), i l'any 1831 es va traslladar en companyia del seu germà Platon Kukolnik a Sant Petersburg, on va comenar a treballar per al Ministeri de Finances.

## Activitat literària
L'any 1833 Faddei Bulgarin va publicar la primera peça teatral de Kukolnik, "Tortini", que aviat va ser seguida pel seu drama fantàstic "Torcuato Tasso", el que li va fer guanyar una reputació llegendària com a dramaturg a la capital. El punt d'inflexió de la seua carrera literària va tenir lloc l'any 1834, amb l'estrena del seu drama patriòtic La mà de Déu va salvar la Pàtria, que va ser aplaudida pel tsar Nicolau I. Inspirat per aquest èxit, va escriure el drama històric El Príncep Mikhaïl Vassilièvitx Skopin-Shuiski. L'any 1836 va fundar La Gaseta de les Belles Arts (Khudozhestvennaia gazeta) que va ser publicada a Sant Petersburg fins a l'any 1842 i on escriuria més de dos-cents articles sobre art.
L'obra de Kukolnik és variada. Va experimentar amb molts gèneres i formats: novel·les, narracions històriques, crítica, poesia i fins i tot teatre musical. Va ser amic de Mikhaïl Glinka, el qual va musicar diversos poemes de Kukolnik (Dubte, L'alosa, etc.) Embriagat pel seu triomf va arribar a afirmar que hi havia només tres genis a Rússia: ell mateix com a escriptor, Mikhaïl Glinka com a compositor i Karl Briullov com a pintor.

## Retir i darrers anys aTaganrog

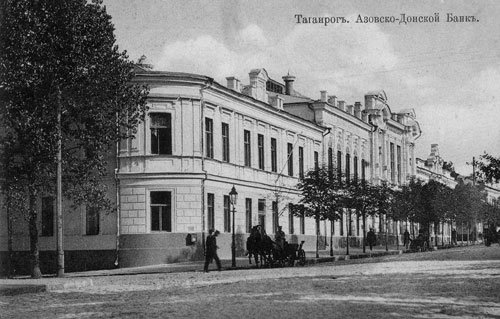
Residència de Nèstor Kukolnik a Taganrog © TaganrogCity.Com

L'any 1857 Nèstor Kukolnik es va retirar i es va instal·lar a Taganrog. Tot i que va continuar escrivint, es va dedicar fonamentalment al treball social. Va fer molt per l'educació a Taganrog, fent d'aquesta ciutat el principal centre educatiu del sud de Rússia.
Va reivindicar l'educaició universitària per a l'Óblast de Don Voisko i la regió de la mar d'Azov. Tot i que no va aconseguir obrir una universitat a Taganrog va contribuir a la fundació de la Universitat de Nova Rússia a Odessa (1865). També va demostrar la necessitat de més diaris locals. Aquesta va ser una de les raons que van portar a l'obertura d'editorials de premsa no només a Taganrog, sinó també a Odessa i a Rostov del Don. Des de 1865 Nèstor Kukolnik va encapçalar un grup per a reivindicar una línia de ferrocarril de Khàrkiv a Taganrog. Aquesta reivindicació va ser atesa i el tsar Alexandre II de Rússia va aprovar-ne el projecte l'any 1868. També va ser el primer a posar de manifest la importància de la protecció mediambiental del Golf de Taganrog.Però aquest projecte va enfrontar-se a la forta resistència de les autoritats regionals, i no va realitzar-se.
Kukolnik va morir inesperadament a Taganrog, al desembre de 1868.

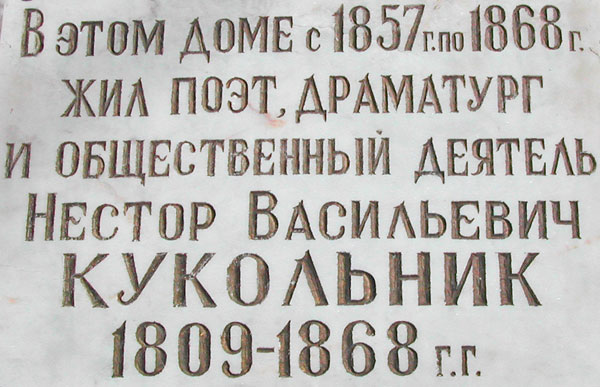
Placa commemorativa situada a la residència de Nèstor Kukolnik a Taganrog. © TaganrogCity.Com